# Akkai Padmashali
Akkai Padmashali es una activista transgénero india, oradora motivacional y cantante. Por su trabajo en activismo, recibió el Rajyotsava Prashasti, el segundo honor civil más importante del estado de Karnataka, y un doctorado honorario de la Universidad Virtual India para la Paz y la Educación. También es la primera persona transgénero en Karnataka en registrar su matrimonio.

## Activismo
Padmashali comenzó su carrera de activismo en Sangama, un grupo de derecha LGBT con sede en Bangalore, donde estaba motivada para inspirar a muchas más mentes. Desde entonces, ha estado librando una batalla para garantizar la dignidad y los derechos de las personas transgénero y de las minorías sexuales. Ella sintió que la ley draconiana de la Sección 377 del Código Penal de la India debería ser abolida, porque había sido abusada y violada por la policía en múltiples ocasiones bajo esta ley. La policía, en múltiples casos, obligaría a las personas transgénero a tener relaciones sexuales o las amenazaría, difamaría o abusaría de ellas. Fundó la organización llamada 'Ondede', organización de derechos humanos para defender los derechos de los niños, las mujeres y las minorías sexuales. Padmashali ha presentado una petición en la Corte Suprema de India contra la Sección 377 declarando que la ley colonial viola los derechos constitucionales, así como la sentencia de la NALSA de 2014.